# Горохов, Дмитрий Егорович
Дмитрий Егорович Горохов (1863—1921) — детский хирург, организатор здравоохранения, общественный деятель.

## Биография
Д. Е. Горохов, известный детский хирург родился 2 февраля 1863 года в с. Никольское Елецкого уезда Орловской губернии (ныне Краснинский район Липецкой области) в семье
сельского священника. Первоначальное образование он получил в Елецкой мужской гимназии (1881). Закончив в 1886 году медицинский факультет Московского университета, Д. Е. Горохов работал земским врачом в Орловской, Смоленской, Московской губерниях. Он получил степень доктора медицины в 1898 году, защитив диссертацию. Дмитрий Егорович был назначен в 1900 году старшим врачом хирургического отделения Московской Софийской детской больницы (ныне Детская городская больница № 13 им. Н. Ф. Филатова). С 1904 года по 1911 год Д. Е. Горохов — директор и главный врач этой больницы, действительный статский советник. Дмитрий Егорович был также приват-доцентом кафедры акушерства и женских болезней Московского университета (1900—1904), а затем кафедры клинической хирургии.
15 декабря 1908 года избран гласным Московской городской думы, в декабре 1912 года переизбран вновь на новый срок. 19 декабря 1916 года  был избран по списку прогрессивной группы, а 25 июня 1917 года по новому избирательному закону в четвёртый раз избран по списку конституционно-демократической партии. С начала 1909 год — член Врачебного совета, член (председатель) комиссии общественного здоровья, член (товарищ председателя, с марта 1917 председатель) комиссии о пользах и нуждах общественных при Московской городской думе.
Умер в 1921 году. Похоронен на Ваганьковском кладбище; могила была утрачена, ныне восстановлена на участке №14. На памятнике  надпись "  Доктор медицины  Горохов Дмитрий Егорович  .1863-1921." и посвящение  "Автору первого руководства  по детской хирургии".

## Научная деятельность
Общественная и научно-практическая деятельность Д. Е. Горохова посвящена вопросам хирургии детского возраста, в том числе костно-суставного туберкулеза, а также причинам детской смертности и борьба с нею (по его инициативе в 1906 году создано Общество борьбы с детской смертностью). Написал более 215 научных трудов, в том числе монографию «Детская хирургия» (в трёх частях, 1910—1916), которая представляет собой первую попытку в русской медицинской литературе выделить клинику хирургии детского возраста в отдельную отрасль знаний.